# آري دي غراف
آري دي غراف هو سياسي هولندي، ولد في 4 أغسطس 1947 في آرنم في هولندا. نشط حزبياً في حزب العمل. وقد انتخب عضو مجلس نواب هولندا ‏ (12 أكتوبر 1976 – 10 يونيو 1981).